# Tipula echo
Tipula echo är en tvåvingeart som beskrevs av Alexander 1961. Tipula echo ingår i släktet Tipula och familjen storharkrankar. Inga underarter finns listade i Catalogue of Life.